# Acalabrutinib
Acalabrutinib (Calquence, rINN, ACP-196) es un medicamento utilizado contra el cáncer, un inhibidor de la Tirosina kinasa de Bruton (BTK) de segunda generación desarrollado por Acerta Pharma (AstraZeneca). Acalabrutinib es un antineoplásico indicado para el tratamiento de la leucemia linfática crónica (LLC - CLL) en adultos y aconsejado para linfoma linfocítico de células pequeñas, linfoma de células del manto y macroglobulinemia de Waldenström
El acalabrutinib fue aprobado para uso médico en Estados Unidos en 2017 para el linfoma de células del manto y en Europa en 2020 para la leucemia linfática crónica.

## Estado legal - Agencia Europea del Medicamento
En marzo de 2016 el Comité de Medicamentos Huérfanos de la Agencia Europea del Medicamento (EMA) ha emitido dictámenes positivos que recomiendan que acalabrutinib (ACP-196) sea designado medicamento huérfano para el tratamiento de Leucemia linfática crónica (LLC), Linfoma linfocítico de células pequeñas (LLCP), Linfoma de células de manto (LCM) y Macroglobulinemia de Waldenström (MGW). Esta decisión será ahora remitida a la Comisión Europea (CE) para su aprobación.
En 2020 la Agencia Europea del Medicamento (European Medicines Agency - EMA) autoriza su uso en la Unión Europea para el tratamiento de adultos con leucemia linfocítica crónica (LLC).

## Acalabrutinib es selectivo en la kinasa BTK
Según un estudio publicados en 2015 es muy selectivo ya que solo se dirige a la kinasa BTK frente al ibrutinib que además se unirse a la BTK se une a otras quinasas como EGFR, TEC, ITK y TXK. Según este mismo estudio el inhibidor acalabrutinib tendría menos efectos secundarios que ibrutinib, aunque otros especialistas señalan que los efectos secundarios son similares.

### Acalabrutinib indicado para leucemia linfática crónica
En un ensayo clínico de 2015 (Byrd), para probar su eficacia en el tratamiento de leucemia linfática crónica refractaria o en recaída, los resultados provisionales fueron alentadores ya que la tasa de respuesta global fue del 95%.
En 2021 la farmacéutica AstraZeneca informó que acalabrutinib ha demostrado su eficacia en un ensayo comparativo directo frente a ibrutinib en leucemia linfocítica crónica (LLC), mostrando menor incidencia frente a la fibrilación auricular. La fibrilación auricular con terapia de iburtinib ronda el 11% y con acalabrutinib el 7%.

## Efectos adversos
En un estudio multicéntrico (NCT02029443) de 1/2 fase de monoterapia con acalabrutinib de 2020 los efectos adversos de grado ≥3 (ocurridos en ≥5% de los pacientes) fueron neutropenia (14%), neumonía (11%), hipertensión (7%), anemia (7%) y diarrea (5%). La fibrilación auricular y las hemorragias graves (todos los grados) se produjeron en el 7% y el 5% de los pacientes, respectivamente. En terapia con ibrutinib la fibrilación auricular se produce en un 11% de los pacientes, posiblemente por estrés oxidativo que podría ser controlado mediante la inhibición de NOX como un enfoque terapéutico.

## Inhibidores de la tirosina Kinasa
Además del Ibrutinib y el Acalabrutinib, otros nuevos inhibidores de la tirosina quinasa de Bruton (BTK) están en ensayos clínicos: ONO/GS-4059, BGB-3111 y spebrutinib (CC-292 / AVL-292).
Los inhibidores de la tirosina cinasa producen efectos indeseados, fundamentalmente hemorragias y fibrilación auricular, aunque dependiendo de la molécula en distinto grado y gravedad.

## Publicaciones
- 2020 - Emerging bruton tyrosine kinase inhibitors for chronic lymphocytic leukaemia: one step ahead ibrutinib, Stefano Molica, Valentina Gianfelici & Luciano Levato; Expert Opinion on Emerging Drugs Volume 25, 2020 - Issue 1 Pages 25-35, 6 Feb 2020; https://doi.org/10.1080/14728214.2020.1724282
- 2020 - Acalabrutinib monotherapy in patients with relapsed/refractory chronic lymphocytic leukemia: updated phase 2 results,  John C. Byrd, William G. Wierda..., Blood (2020) 135 (15): 1204–1213, https://doi.org/10.1182/blood.2018884940
- 2017 - Comparison of Acalabrutinib, A Selective Bruton Tyrosine Kinase Inhibitor, with Ibrutinib in Chronic Lymphocytic Leukemia Cells, Viralkumar Patel, Kumudha Balakrishnan, Elena Bibikova, Mary Ayres, Michael J. Keating, William G. Wierda and Varsha Gandhi; July 2017, Clinical Cancer Research; DOI: 10.1158/1078-0432.CCR-16-1446